# シャルル (プロヴァンス王)
プロヴァンス王シャルル（Charles, 845年 - 863年1月24日）は、中部フランク王国が分割されて成立したプロヴァンスの王（在位：855年 - 863年）。中部フランク王ロタール1世とトゥール伯ユーグの娘エルマンガルドの間の三男である。

## 生涯
855年、父ロタール1世の死によりその遺領は三子の間で分割相続され、シャルルは南部ブルグントとプロヴァンスを継承した。しかし病弱で、義叔父のヴィエンヌ伯ジェラール2世（母の姉妹と結婚）が摂政として実際の統治を行い、プロヴァンスに攻めてきたノルマン人を撃退している。
863年、後継者なく死去。その遺領は二人の兄、皇帝ロドヴィコ2世とロタリンギア王ロタール2世との間で分割され、ヴィエンヌ、リヨン、グルノーブル司教管区はロタール2世が、アルル、エクス、アンブラン司教管区およびプロヴァンス王位はロドヴィコ2世が継承した。